# Этамп (округ)
Этамп (фр. Étampes) — округ (фр. Arrondissement) во Франции, один из округов в регионе Иль-де-Франс (регион). Департамент округа — Эссонна. Супрефектура — Этамп.
Население округа на 1999 год составляло 125 148 человек. Площадь округа составляет всего 876 км².